# Кењо Станков Јанковић
Крсто Јанковић, познатији као Кењо Станков Јанковић (Цеклин 1797. — Цеклин, 12. мај 1861) био је црногорски јунак. Као четовођа испољио изузетну вештину и сналажљивост. Посебно се истакао у марту 1835, кад је са десетак својих саплеменика, као претходница већег одреда Црногораца, преко градских зидина упао у утврђени Жабљак и започео борбу са тамошњим Турцима. После жестоке борбе, Црногорци су заузели Жабљак и претворили га у рушевине.
Јанковић је опеван у народним песмама, а Његош га је истицао као пример јунаштва и убрајао међу најзаслужније Црногорце за зрак слободе црногорске.

Натпис са гробне плоче:
| „ | Под овом гробницом почивају кости јуначког Србина Кења Станкова Јанковића који је једном г.1835. а другом г.1852. на ударац града жабљачкога од свију витезова црногорскијех изашао на бедем од града. Овај споменик чини: Књаз Никола Петровић Кењу ради његова витештва и вјерности свога отачаства. Грађен 1874.г | ” |